# Lidia Senra
María Lidia Senra Rodríguez, née le 14 juin 1958 à A Pobra do Brollón, est une femme politique espagnole, membre de l'Alternative galicienne de gauche. Elle est députée européenne de 2014 à 2019.

## Biographie
Candidate de La Gauche plurielle, lors des élections européennes de 2014, elle est élue au Parlement européen, où elle siège au sein de la Gauche unitaire européenne/Gauche verte nordique.